# Slice (album)
Slice è il quinto album discografico in studio del cantante statunitense John Ondrasik, conosciuto come Five for Fighting. Il disco è stato pubblicato nel 2009.

## Tracce
1. Slice
2. Note To An Unknown Soldier
3. Tuesday
4. Chances
5. This Dance
6. Above the Timberline
7. Transfer
8. Hope
9. Story of Your Life
10. Love Can't Change the Weather
11. Augie Nieto